# Anolis porcatus
Espèce
Anolis porcatus est une espèce de sauriens de la famille des Dactyloidae.

## Répartition
Cette espèce se rencontre en République dominicaine et à Cuba.
Elle a été introduite en Floride aux États-Unis.

## Liste des sous-espèces
Selon The Reptile Database (26 août 2012) :
- Anolis porcatus aracelyae Pérez Beato, 1996
- Anolis porcatus porcatus Gray, 1840

## Publications originales
- Gray, 1840 : Catalogue of the species of reptiles collected in Cuba by W. S. MacLeay, esq.; with some notes on their habits extracted from his MS. Annals and Magazine of Natural History, ser. 1, vol. 5, p. 108-115 (texte intégral).
- Perez-Beato, 1996 : A new subspecies of Anolis procatus (Sauria: Polychrotidae) from Western Cuba. Revista de Biología Tropical, vol. 44/45, no 4/1, p. 295-299.